# ワイルド・ソーンベリーズ ムービー
『ワイルド・ソーンベリーズ』(原題: The Wild Thornberrys Movie) は、2002年に公開されたアメリカ合衆国のアニメーション映画である。日本国内では2003年10月24日に発売された。WOWOWでは「ワイルド・ソーンベリーズ イライザの冒険」という題で2004年12月26日 日曜9時00分 - 10時30分に初放送。

## キャスト
※括弧内は日本語吹替。
声の出演
- イライザ - レイシー・シャベール (芝原チヤコ)
- ダーウィン - トム・ケイン (鈴木勝美)
- デビー - ダニエル・ハリス (まるたまり)
- ナイジェル - ティム・カリー (園部啓一)
- マリアン - ジョディ・カーライル (高月希海)
- コーディリア - リン・レッドグレイヴ (斎藤昌)
- 大佐 - ティム・カリー (北村弘一)
- ボコ - オッバ・ババダンデ (落合弘治)
- スローン - ルパート・エヴェレット
- ブリー - マリサ・トメイ

## コンピュータゲーム
THQはゲームボーイアドバンスとPC向けにリリースされた映画のコンピュータゲームをリリース予定。